# Iver Mathæussen
Konrad Eleasar Iver Mathæussen (1. března 1869, Narsaq, Nuuk – ?) byl grónský lovec a zemský rada zasedající v druhé jihogrónské zemské radě.

## Životopis
Iver Mathæussen byl synem lovce Josiase Raphaela Mortena Benjamina Mathæussena (1846–?) a jeho ženy Benigne (1849–?). Stejně jako jeho otec byl lovcem v Narsaqu. V letech 1917 až 1922 byl jedno volební období zemským radou v jihogrónské zemské radě.